# Joseph Richard Tanner
Joseph Richard Tanner (Danville, Illinois, 1950. január 21. –) amerikai mérnök, tanár, űrhajós.

## Életpálya
1973-ban az University of Illinois keretében mérnöki oklevelet szerzett.
1992. március 31-től a Lyndon B. Johnson Űrközpontban részesült űrhajóskiképzésben. Négy űrszolgálata alatt összesen 43 napot, 13 órát és 15 percet (1045 óra) töltött a világűrben. Űrhajós pályafutását 2008 szeptemberében fejezte be. Aerospace Engineering Sciences (AES), University of Colorado (Boulder) tanészékének tanára.

## Űrrepülések
- STS–66, a Atlantis űrrepülőgép 13. repülésének küldetésfelelőse. A legénység feladata volt az Atmospheric Laboratory for Applications and Sciences–3 (ATLAS–03) – légkörkutató program teljesítése. Spacelab mikrogravitációs laboratóriumban elvégezni az előírt programot. Első űrszolgálata alatt összesen 10 napot, 22 órát és 34 percet (262 óra) töltött a világűrben. 7 330 226 kilométert (4 554 791 mérföldet) repült, 174 kerülte meg a Földet.
- STS–82, a Discovery űrrepülőgép 22. repülésének küldetésfelelőse. A legénység több űrséta (kutatás, szerelés) alatt a Hubble űrtávcső nagyjavítását végezte. Második űrszolgálata alatt összesen 9 napot, 23 órát és 31 percet (240 óra) töltött a világűrben. Kettő alkalommal végzett űrsétát, 14 óra 01 percet tevékenykedett (kutatás, szerelés) a világűrben. 10 500 000 kilométert (6 500 000 mérföldet) repült, 149 alkalommal kerülte meg a Földet.
- STS–97, az Endeavour űrrepülőgép 15. repülésének küldetésfelelőse. A Nemzetközi Űrállomásra (ISS) repült, telepítették az első napelemet. Utánpótlás ellátást vittek, visszafelé leszállították a becsomagolt szemetet. Elvégezték a meghatározott kutatási, kísérleti, anyag előállítási feladatokat. Harmadik űrszolgálata alatt összesen 10 napot, 19 órát és 58 percet (260 óra) töltött a világűrben. Három űrséta (kutatás, szerelés) alatt összesen 19 óra 20 percet töltött a világűrben. 7 203 000 kilométert (4 476 000 mérföldet) repült, 170 kerülte meg a Földet.
- STS–115, az Atlantis űrrepülőgép 27. repülésének küldetésfelelőse. Alapellátáson kívül (életfeltételek, csereeszközök, berendezések) a Nemzetközi Űrállomás (ISS) építéséhez szállította a P3 és P4 rácselemet, valamint a 4A és 2A napelemtáblákat. Negyedik szolgálatán összesen 11 napot, 19 órát és 6 percet (283 óra) töltött a világűrben. 7 840 000 kilométert (4 870 000 mérföldet) repült, 187 kerülte meg a Földet.